# Aéroport et port spatial de Midland
L'aéroport et port spatial de Midland (code IATA : MAF • code OACI : KMAF • code FAA : MAF) (anciennement Midland International Airport) est un aéroport, à mi-chemin entre Midland et Odessa, dans l'état AMÉRICAIN du Texas. Il est géré par la Ville de Midland. En septembre 2014, il est devenu la première installation autorisée par la Federal Aviation Administration pour servir à la fois les vols commerciaux et les vols spatiaux habités.

## Situation
| Abilene Austin Beaumont Corpus Christi Dallas Love Dallas-Fort Worth East Texas Easterwood El Paso Houston · George-Bush Houston-Hobby Killeen · Fort Hood Laredo Lubbock Preston Smith McAllen Miller Midland Rick Husband Amarillo San Angelo San Antonio Tyler Pounds Valley Victoria Waco Wichita Falls |

## Compagnies aériennes et destinations

### Passager
| Compagnies         | Destinations                                                 |
| ------------------ | ------------------------------------------------------------ |
| American Eagle     | Dallas-Fort Worth, Phoenix-Sky Harbor                        |
| Southwest Airlines | Dallas-Love Field, Houston-W. P. Hobby, Las Vegas-Harry-Reid |
| United Express     | Denver, Houston-George Bush                                  |

Édité le 04/03/2017